# Cytheridea papillosa
Cytheridea papillosa is een mosselkreeftjessoort uit de familie van de Cytherideidae. De wetenschappelijke naam van de soort is voor het eerst geldig gepubliceerd door Bosquet.